# Gerhard vom Rath

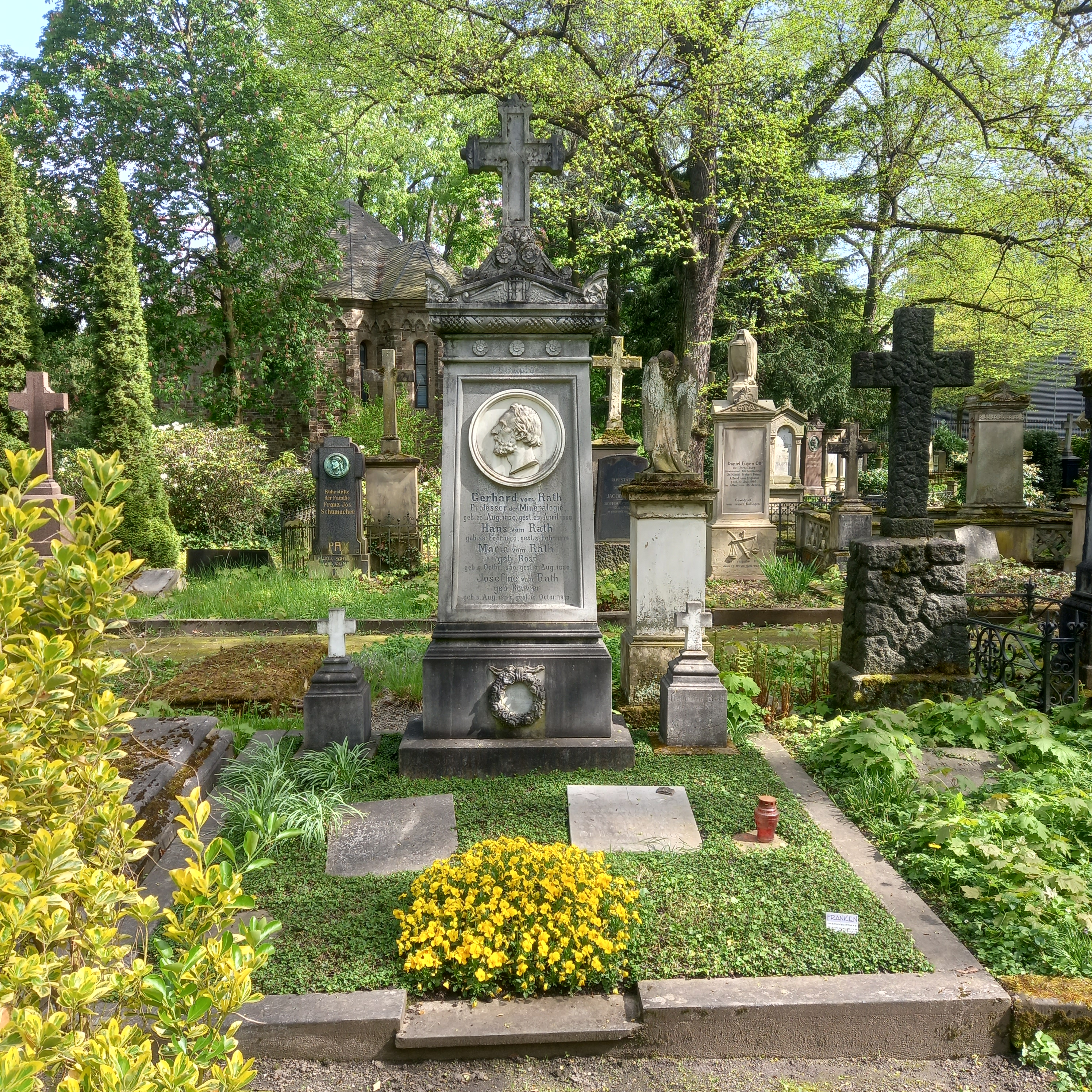
Grobowiec na Starym Cmentarzu w Bonn

Gerhard vom Rath (ur. 20 sierpnia 1830 w Duisburgu, zm. 23 kwietnia 1888 w Koblencji) – niemiecki mineralog, odkrywca szeregu minerałów. Autor opracowania na temat trydymitu.
Studiował na uniwersytetach w Genewie, Bonn. W Berlinie w 1853 roku uzyskał doktorat. W 1856 habilitował się jako privatdozent mineralogii i geologii na Uniwersytecie w Bonn, gdzie w 1863 został mianowany profesorem nadzwyczajnym, a w 1872 profesorem zwyczajnym i dyrektorem Muzeum Mineralogicznego. 13 lipca 1871 został wybrany członkiem korespondencyjnym Berlińsko-Brandenburskiej Akademia Nauk

## Prace
- Ein Ausflug nach Kalabrien (Bonn 1871)
- Der Monzoni im südlichen Tirol (1875)
- Siebenbürgen (Heidelberg 1880)
- Durch Italien und Griechenland nach dem Heiligen Land, Reisebriefe (Heidelberg 1882, 2 vols.)
- Arizona (Heidelberg 1885)
- Pennsylvanien (Heidelberg 1888)
- Über den Granit (Berlin. 1878)
- Über das Gold (Berlin 1879)
- Naturwissenschaftliche Studien. Erinnerungen an die Pariser Weltausstellung (Bonn 1879).